# Laguna Chis Chis
Laguna Chis Chis är en sjö i Argentina.   Den ligger i provinsen Buenos Aires, i den östra delen av landet, 130 km söder om huvudstaden Buenos Aires. Laguna Chis Chis ligger 3 meter över havet. Arean är 11,9 kvadratkilometer. Den sträcker sig 4,3 kilometer i nord-sydlig riktning, och 6,0 kilometer i öst-västlig riktning.
Trakten runt Laguna Chis Chis består till största delen av jordbruksmark. Runt Laguna Chis Chis är det glesbefolkat, med 9 invånare per kvadratkilometer.